# 福家三男
福家 三男（ふくや みつお、1950年7月7日 - ）は、埼玉県浦和市（現・さいたま市）出身の元サッカー選手、サッカー指導者、ゼネラルマネージャー。

## 来歴
1966年に浦和南高校に入学。1969年度にインターハイ、国体、高校選手権の三冠を達成したチームでキャプテンを務める。福家は高校2年生の春に背中を痛めて7ヵ月間入院のため留年し、三冠達成時は入学から4年目だった。この浦和南高校は漫画・アニメ『赤き血のイレブン』のモデルとなり、作中に登場するGKの大平洋平は福家を基にしている。1970年4月のアジアユース選手権では、ユース日本代表のGKとして6試合に先発出場。
高校卒業後は明治大学に進学。在学中の1972年に若手主体の日本代表Bに招集された。
1974年に大学を卒業後、ユース代表チームの監督だった八重樫茂生の誘いを受けて富士通に入社、同社サッカー部で11年プレーして35歳で現役を引退した。1980年からコーチ、1982年から3年間は監督を歴任。その後は社業に専念。富士通から出向という形で1997年から1998年まで日興証券女子サッカー部でヘッドコーチを務める。
2001年に川崎フロンターレの強化本部長に就任。福家の強化本部長就任時にJ2だったチームは、2005年にJ1に復帰し、J1リーグ準優勝3回（2006、2008、2009）、ナビスコカップ準優勝2回（2007、2009）という成績を残した。J1リーグ5位に終わった2010年末に強化本部長を退任、顧問を務めたのち2013年3月に退社した。